# Карлос Кармона
Карлос Кармона (ісп. Carlos Carmona, нар. 21 лютого 1987, Кокімбо) — чилійський футболіст, півзахисник клубу «Коло-Коло».
Виступав, зокрема, за клуби «Кокімбо Унідо» та «Реджина», а також національну збірну Чилі.

## Клубна кар'єра
Народився 21 лютого 1987 року в місті Кокімбо. Вихованець футбольної школи місцевого клубу «Кокімбо Унідо». Дорослу футбольну кар'єру розпочав 2005 року в основній команді того ж клубу, в якій провів два сезони, взявши участь у 62 матчах чемпіонату. Більшість часу, проведеного у складі «Кокімбо Унідо», був основним гравцем команди.
Протягом першої половини 2008 року захищав кольори команди клубу «О'Хіггінс».
Своєю грою за останню команду привернув увагу представників тренерського штабу італійської «Реджини», до складу якої приєднався влітку 2008 року. Відіграв за команду з Реджо-Калабрія наступні два сезони своєї ігрової кар'єри. Граючи у складі «Реджини» також здебільшого виходив на поле в основному складі команди.
До складу клубу «Аталанта» приєднався у серпні 2010 року. Відтоді встиг відіграти за бергамський клуб понад 100 матчів в національному чемпіонаті.

## Виступи за збірні
Протягом 2005–2008 років залучався до складу молодіжної збірної Чилі.
2008 року дебютував в офіційних матчах у складі національної збірної Чилі. Наразі провів у формі головної команди країни 50 матчів, забивши 1 гол.
У складі збірної був учасником чемпіонату світу 2010 року у ПАР, розіграшу Кубка Америки 2011 року в Аргентині.

## Статистика виступів

### Статистика клубних виступів
Станом на 6 квітня 2014 року
| Сезон                     | Команда                   | Чемпіонат                 | Чемпіонат | Чемпіонат | Національний кубок | Національний кубок | Національний кубок | Континентальні кубки | Континентальні кубки | Континентальні кубки | Інші змагання | Інші змагання | Інші змагання | Усього | Усього |
| Сезон                     | Команда                   | Ліга                      | Ігор      | Голів     | Ліга               | Ігор               | Голів              | Ліга                 | Ігор                 | Голів                | Ліга          | Ігор          | Голів         | Ігор   | Голів  |
| ------------------------- | ------------------------- | ------------------------- | --------- | --------- | ------------------ | ------------------ | ------------------ | -------------------- | -------------------- | -------------------- | ------------- | ------------- | ------------- | ------ | ------ |
| 2005                      | «Кокімбо Унідо»           | ПД                        | 27        | 2         | -                  | -                  | -                  | -                    | -                    | -                    | -             | -             | -             | 27     | 2      |
| 2006                      | «Кокімбо Унідо»           | ПД                        | 20        | 0         | -                  | -                  | -                  | -                    | -                    | -                    | -             | -             | -             | 20     | 0      |
| 2007                      | «Кокімбо Унідо»           | ПД                        | 15        | 4         | -                  | -                  | -                  | -                    | -                    | -                    | -             | -             | -             | 15     | 4      |
| Усього за «Кокімбо Унідо» | Усього за «Кокімбо Унідо» | Усього за «Кокімбо Унідо» | 62        | 6         |                    | -                  | -                  |                      | -                    | -                    |               | -             | -             | 62     | 6      |
| січ.-лип. 2008            | «О'Хіггінс»               | ПД                        | 16        | 3         | -                  | -                  | -                  | -                    | -                    | -                    | -             | -             | -             | 16     | 3      |
| 2008–09                   | «Реджина»                 | A                         | 32        | 0         | КІ                 | 0                  | 0                  | -                    | -                    | -                    | -             | -             | -             | 32     | 0      |
| 2009–10                   | «Реджина»                 | B                         | 35        | 0         | КІ                 | 2                  | 0                  | -                    | -                    | -                    | -             | -             | -             | 37     | 0      |
| сер. 2010                 | «Реджина»                 | B                         | 0         | 0         | КІ                 | 0                  | 0                  | -                    | -                    | -                    | -             | -             | -             | 0      | 0      |
| Усього за «Реджину»       | Усього за «Реджину»       | Усього за «Реджину»       | 67        | 0         |                    | 2                  | 0                  |                      | -                    | -                    |               | -             | -             | 69     | 0      |
| сер. 2010–11              | «Аталанта»                | B                         | 32        | 0         | КІ                 | 0                  | 0                  | -                    | -                    | -                    | -             | -             | -             | 32     | 0      |
| 2011–12                   | «Аталанта»                | A                         | 28        | 1         | КІ                 | 1                  | 0                  | -                    | -                    | -                    | -             | -             | -             | 29     | 1      |
| 2012–13                   | «Аталанта»                | A                         | 19        | 2         | КІ                 | 1                  | 0                  | -                    | -                    | -                    | -             | -             | -             | 20     | 2      |
| 2013–14                   | «Аталанта»                | A                         | 29        | 2         | КІ                 | 1                  | 0                  | -                    | -                    | -                    | -             | -             | -             | 30     | 2      |
| Усього за «Аталанту»      | Усього за «Аталанту»      | Усього за «Аталанту»      | 108       | 5         |                    | 3                  | 0                  |                      | -                    | -                    |               | -             | -             | 111    | 5      |
| Усього за кар'єру         | Усього за кар'єру         | Усього за кар'єру         | 253       | 14        |                    | 5                  | 0                  |                      | -                    | -                    |               | -             | -             | 258    | 14     |

### Статистика виступів за збірну
Станом на 6 квітня 2014 року
| Дата       | Місто          | Господарі  | Результат | Гості     | Турнір                          | Голи | Примітки |
| ---------- | -------------- | ---------- | --------- | --------- | ------------------------------- | ---- | -------- |
| 04/06/2008 | Ранкагуа       | Чилі       | 2 – 0     | Гватемала | товариський матч                | -    |          |
| 07/06/2008 | Вальпараїсо    | Чилі       | 0 – 0     | Панама    | товариський матч                | -    |          |
| 15/06/2008 | Ла-Пас         | Болівія    | 0 – 2     | Чилі      | Відбір до ЧС 2010               | -    |          |
| 19/06/2008 | Пуерто-Ла-Крус | Венесуела  | 2 – 3     | Чилі      | Відбір до ЧС 2010               | -    |          |
| 20/08/2008 | Стамбул        | Туреччина  | 1 – 0     | Чилі      | товариський матч                | -    |          |
| 07/09/2008 | Сантьяго       | Чилі       | 0 – 3     | Бразилія  | Відбір до ЧС 2010               | -    |          |
| 12/10/2008 | Кіто           | Еквадор    | 1 – 0     | Чилі      | Відбір до ЧС 2010               | -    |          |
| 15/10/2008 | Сантьяго       | Чилі       | 1 – 0     | Аргентина | Відбір до ЧС 2010               | -    |          |
| 19/11/2008 | Віла-Реал      | Іспанія    | 3 – 0     | Чилі      | товариський матч                | -    |          |
| 11/02/2009 | Полокване      | ПАР        | 0 – 2     | Чилі      | товариський матч                | -    |          |
| 29/03/2009 | Ліма           | Перу       | 1 – 3     | Чилі      | Відбір до ЧС 2010               | -    |          |
| 01/04/2009 | Сантьяго       | Чилі       | 0 – 0     | Уругвай   | Відбір до ЧС 2010               | -    |          |
| 06/06/2009 | Асунсьйон      | Парагвай   | 0 – 2     | Чилі      | Відбір до ЧС 2010               | -    |          |
| 12/08/2009 | Брондбю        | Данія      | 1 – 2     | Чилі      | товариський матч                | -    |          |
| 05/09/2009 | Сантьяго       | Чилі       | 2 – 2     | Венесуела | Відбір до ЧС 2010               | -    |          |
| 08/09/2009 | Салвадор       | Бразилія   | 4 – 2     | Чилі      | Відбір до ЧС 2010               | -    |          |
| 10/10/2009 | Медельїн       | Колумбія   | 2 – 4     | Чилі      | Відбір до ЧС 2010               | -    |          |
| 17/11/2009 | Жиліна         | Словаччина | 1 – 2     | Чилі      | товариський матч                | -    |          |
| 27/05/2010 | Calama         | Чилі       | 3 – 0     | Замбія    | товариський матч                | -    |          |
| 31/05/2010 | Консепсьйон    | Чилі       | 3 – 0     | Ізраїль   | товариський матч                | -    |          |
| 16/06/2010 | Мбомбела       | Гондурас   | 0 – 1     | Чилі      | ЧС 2010 - 1-й етап              | -    |          |
| 21/06/2010 | Порт-Елізабет  | Чилі       | 1 – 0     | Швейцарія | ЧС 2010 - 1-й етап              | -    |          |
| 28/06/2010 | Йоганнесбург   | Бразилія   | 3 – 0     | Чилі      | ЧС 2010 - 1/8 фіналу            | -    |          |
| 17/11/2010 | Сантьяго       | Чилі       | 2 – 0     | Уругвай   | товариський матч                | -    |          |
| 26/03/2011 | Лейрія         | Португалія | 1 – 1     | Чилі      | товариський матч                | -    |          |
| 19/06/2011 | Сантьяго       | Чилі       | 4 – 0     | Естонія   | товариський матч                | -    |          |
| 23/06/2011 | Асунсьйон      | Парагвай   | 0 – 0     | Чилі      | товариський матч                | -    |          |
| 04/07/2011 | Сан-Хуан       | Чилі       | 2 – 1     | Мексика   | Копа Америка 2011 - 1-й етап    | -    |          |
| 08/07/2011 | Мендоса        | Уругвай    | 1 – 1     | Чилі      | Копа Америка 2011 - 1-й етап    | -    |          |
| 12/07/2011 | Мендоса        | Чилі       | 1 – 0     | Перу      | Копа Америка 2011 - 1-й етап    | -    |          |
| 17/07/2011 | Сан-Хуан       | Чилі       | 1 – 2     | Венесуела | Копа Америка 2011 - чвертьфінал | -    |          |
| 10/08/2011 | Монпельє       | Франція    | 1 – 1     | Чилі      | товариський матч                | -    |          |
| 02/09/2011 | Санкт-Галлен   | Іспанія    | 3 – 2     | Чилі      | товариський матч                | -    |          |
| 08/10/2011 | Буенос-Айрес   | Аргентина  | 4 – 1     | Чилі      | Відбір до ЧС 2014               | -    |          |
| 12/10/2011 | Сантьяго       | Чилі       | 4 – 2     | Перу      | Відбір до ЧС 2014               | -    |          |
| 11/10/2013 | Барранкілья    | Колумбія   | 3 – 3     | Чилі      | Відбір до ЧС 2014               | -    |          |
| Усього     |                | Матчів     | 36        |           | Голів                           | 0    |          |

## Титули і досягнення
- Володар Кубка Чилі: 2019
- Володар Суперкубка Чилі: 2018
- Володар Кубка Америки: 2015